# アンディ・マッコイ
アンディ・マッコイ(Andy McCoy 本名Antti Hulkko 1962年10月11日-)は、フィンランド・ラッピ州ペルコセンニエミ出身のミュージシャン。
ハノイ・ロックスのギタリスト、メインソングライターとして知られる。

## 略歴
フィンランドのペルコセンニエミで生まれ、ヘルシンキで育ち、9歳の頃にスウェーデンのストックホルムへ移住、さらに14歳の頃にフィンランドのヘルシンキへ移る。
1977年にスウェーデンでパンク・ロック・バンドBriardでデビュー。
1981年、フィンランドに戻り、旧知のマイケル・モンローらとハノイ・ロックスを結成。
1985年ハノイ・ロックス解散後、1986年にナスティ・スーサイドとスーサイド・ツインズを、後にソロ活動を開始。
2001年にハノイ・ロックスを再結成、2008年に再び解散。

## 主なディスコグラフィ
- Hanoi Rocks
  - ハノイ・ロックス参照
- Suicide Twins
  - Silver Missiles and Nightingales (1986)
- solo
  - Too Much Ain't Enough (1988)
  - Building on Tradition (1995)
  - 21st Century Rocks (2019)
- Shooting Gallery
  - Shooting Gallery (1992)
- Briard
  - Briard (1997)